# Das Traumhotel – Chiang Mai
Chiang Mai ist der Titel eines deutsch-österreichischen Liebesfilms aus dem Jahr 2010. Der Fernsehfilm ist der 13. Teil der Filmreihe Das Traumhotel.

## Handlung
Generalmanager Markus Winter hält sich in seinem Luxushotel im thailändischen Chiang Mai auf. Susanne Rückert, Hotelgast, wendet sich besorgt an ihn, denn ihr Mann Holger ist nach einem Tauchgang spurlos verschwunden. Holger und dessen Freund Carsten hatten sich auf Schatzsuche befunden. Auch Carsten kann nicht weiterhelfen. Gemeinsam machen sich Markus und Susanne auf eine aufwendige Suche und entdecken den entkräfteten Holger schließlich auf einer einsamen Insel.
Hermann und Ursula Lehmann möchten mit ihrer Tochter Meike den Urlaub in Chiang Mai verbringen. Völlig unerwartet präsentiert Meike den Eltern ihren neuen Verlobten, den Fitness-Trainer Philipp Schmitt, der für den eifersüchtigen Hermann so gar nicht der ideale Schwiegersohn ist. Hermann vermutet in Philipp einen Betrüger und vermiest der Familie mit Misstrauen und Nörgeleien den Urlaub. Erst als ihm Frau und Tochter ordentlich den Kopf waschen, kommt er zur Besinnung.
Weitere Hotelgäste sind die Brüder Jens und Moritz. Der eher schüchterne Moritz hat nach schlechten Erfahrungen in der Vergangenheit dem Frauenliebling Jens für diesen Urlaub Enthaltsamkeit auferlegt. Allerdings ist es nun Moritz, der sich unsterblich in die Fotografin Sarah verliebt und so gegen das eigene Dekret verstößt. Für Jens, der bei Sarah nicht landen kann, ist es zunächst nicht einfach, sich mit dieser ungewohnten Situation abzufinden.

## Ungereimtheiten
Chiang Mai liegt etwa 800 km von der thailändischen Küste entfernt. Trotzdem scheinen Strand und die bekannten Felsenformationen von Phuket in unmittelbarer Nähe des Hotels zu sein.

## Produktion
Das Traumhotel – Chiang Mai wurde vom 24. März bis zum 17. April 2009 in Thailand gedreht. Die Kostüme schuf Heidi Melinc, das Szenenbild stammt von Walter Dreier. Der Film erlebte seine Premiere am 8. Januar 2010 im Ersten.